# 上天温泉
上天温泉（じょうてんおんせん）は、愛知県刈谷市御幸町にあった公衆浴場（銭湯）。1927年（昭和2年）に開業し、1999年（平成11年）に廃業した。建物の設計は大中肇。昭和初期としては珍しい鉄筋コンクリート造の銭湯である。2019年（令和元年）現在も建物は取り壊されずに残っている。

## 歴史
1927年（昭和2年）、愛知県碧海郡刈谷町の三河鉄道刈谷町駅に上天温泉が開業した。建物の設計は愛知県営繕課技手時代に刈谷中学校や刈谷町立高等女学校を手掛けた大中肇であり、大中は1924年（大正13年）に愛知県庁を退職して刈谷町に事務所（大中建築設計事務所）を構えていた。大中肇は刈谷市駅周辺で竹内産婦人科医院（2010年代に解体）や亀城尋常高等小学校本館（現・刈谷市郷土資料館）なども手掛けている。この場所は当時の刈谷町の中心市街地であり、上天という名称は経営者の出身地に因んでいた。
1999年（平成11年）に廃業した。2000年（平成12年）には浴場部分が取り壊され、脱衣場部分は倉庫に改装された。上天温泉と同時代の1923年（大正12年）には同じく中心市街地に田鶴の湯（後の刈谷浴場）が竣工しており、こちらも当時としては珍しい鉄筋コンクリート造の銭湯である。刈谷浴場は上天温泉廃業後も営業を続けていたが、2011年（平成23年）に廃業した。現在の刈谷市には営業中の銭湯が存在しない。

## 特徴

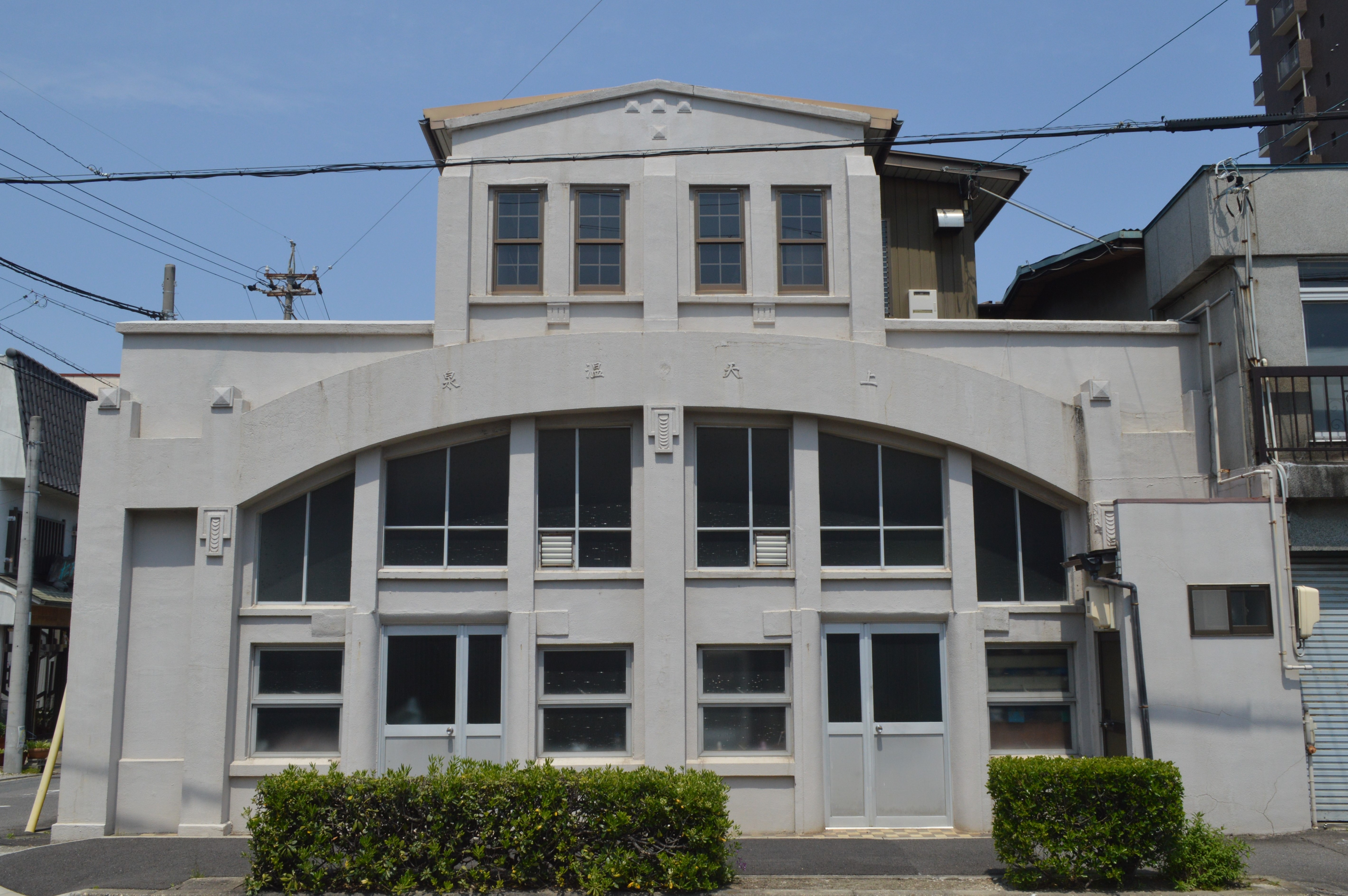
正面

建物を設計した大中肇は愛知県営繕課技手時代から鉄筋コンクリート造を得意としたが、当時の鉄筋コンクリート造は先進的で高度な技術を必要とする形式だった。上天温泉は浴槽だけでなく建物全体が鉄筋コンクリート造であり、これは昭和初期としてはとても珍しい造りであった。1923年（大正12年）以後に建設された関東地方の銭湯は木造が多い。関西地方には浴室のみを鉄筋コンクリート造としている銭湯があるが、建物全体を鉄筋コンクリート造としている銭湯は稀だった。
建物のファサードはアーチ形となっており、柱や壁の上部には浮彫りや埋め込みタイルなどの意匠が施されている。壁は水色に塗られ、脱衣所には色付きタイルが貼られていた。脱衣場の上部のみには木造の2階部分がある。浴場の天井中央部には換気と採光を兼ねた高窓が設けられている。屋上にはペントハウスが計画されていたが、これは実現していない。